# 14135 Cynthialang
14135 Cynthialang este un asteroid din centura principală de asteroizi.

## Descriere
14135 Cynthialang este un asteroid din centura principală de asteroizi. A fost descoperit pe 14 septembrie 1998 la Socorro, New Mexico, în cadrul proiectului LINEAR. Asteroidul prezintă o orbită caracterizată de o semiaxă mare de 2,45 ua, o excentricitate de 0,20 și o înclinație de 3,2° în raport cu ecliptica.